# Surita
La surita és un mineral de la classe dels silicats. Rep el nom de la mina Cruz del Sur, a l'Argentina, la seva localitat tipus.

## Característiques
La surita és un silicat de fórmula química (Pb,Ca)₃(Al,Fe2+,Mg)₂((Si,Al)₄O10)(CO₃)₂(OH)₂. Va ser aprovada com a espècie vàlida per l'Associació Mineralògica Internacional l'any 1977. Cristal·litza en el sistema monoclínic. La seva duresa a l'escala de Mohs es troba entre 2 i 3.
Segons la classificació de Nickel-Strunz pertany a «09.EC - Fil·losilicats amb plans de mica, compostos per xarxes tetraèdriques i octaèdriques» juntament amb els següents minerals: minnesotaïta, talc, wil·lemseïta, ferripirofil·lita, pirofil·lita, boromoscovita, celadonita, txernikhita, montdorita, moscovita, nanpingita, paragonita, roscoelita, tobelita, aluminoceladonita, cromofil·lita, ferroaluminoceladonita, ferroceladonita, cromoceladonita, tainiolita, ganterita, annita, efesita, hendricksita, masutomilita, norrishita, flogopita, polilitionita, preiswerkita, siderofil·lita, tetraferriflogopita, fluorotetraferriflogopita, wonesita, eastonita, tetraferriannita, trilitionita, fluorannita, xirokxinita, shirozulita, sokolovaïta, aspidolita, fluoroflogopita, suhailita, yangzhumingita, orlovita, oxiflogopita, brammal·lita, margarita, anandita, bityita, clintonita, kinoshitalita, ferrokinoshitalita, oxikinoshitalita, fluorokinoshitalita, beidel·lita, kurumsakita, montmoril·lonita, nontronita, volkonskoïta, yakhontovita, hectorita, saponita, sauconita, spadaïta, stevensita, swinefordita, zincsilita, ferrosaponita, vermiculita, baileyclor, chamosita, clinoclor, cookeïta, franklinfurnaceïta, gonyerita, nimita, ortochamosita, pennantita, sudoïta, donbassita, glagolevita, borocookeïta, aliettita, corrensita, dozyïta, hidrobiotita, karpinskita, kulkeïta, lunijianlaïta, rectorita, saliotita, tosudita, brinrobertsita, macaulayita, burckhardtita, ferrisurita, niksergievita i kegelita.

## Formació i jaciments
Va ser descoberta a la mina Cruz del Sur, situada a la localitat de Comicó, dins el departament de Nueve de Julio (Província de Río Negro, Argentina). Aquesta espècie ha estat descrita en poques localitats d'arreu del planeta, com per exemple Su Elzu (Sardenya, Itàlia), la mina Tsumeb (Oshikoto, Namíbia), o la mina Mammoth-Saint Anthony (Arizona, Estats Units).
A més de tots aquests indrets, també se n'ha trobat surita als territoris de parla catalana, concretament a la pedrera Can Rovira, a Sant Fost de Campsentelles (Vallès Oriental, Barcelona), en forma d'agregats cristal·lins micacis, analitzats amb SEM-EDS i mitjançant espectroscòpia Raman per membres del Grup Mineralògic Català.